# Estádio Israel Pinheiro
Estádio Israel Pinheiro é um estádio de futebol localizado em Itabira, Minas Gerais, de propriedade do Valeriodoce Esporte Clube. Tem capacidade para 5 000 pessoas.